# Uru, São Paulo
Uru là một đô thị ở bang São Paulo của Brasil. 
Đô thị này nằm ở vĩ độ 21º47'02" độ vĩ nam và kinh độ 49º16'51" độ vĩ tây, trên khu vực có độ cao 427 m. 
Dân số năm 2004 ước tính là 1.432 người, diện tích là 148,96 km².